# 颗粒牛蛭
颗粒牛蛭（学名：Poecilobdella granulosa）为医蛭科牛蛭属的动物。分布于东南亚、台湾岛以及中国大陆的北京、苏州、福建等地，主要生活于海拔166-670米之间的高地平原与山脚下的湿地、沼泽、池塘、贮水池、沟渠和较小的溪流中。其生存的海拔范围为167至670米。该物种的模式产地在印度的本地治里。